# Desunt inopiae multa, avaritiae omnia
Desunt inopiae multa, avaritiae omnia (лат. изговор: десунт инопије мулта, авариције омнија). Сиротињи много недостаје, а тврдичлуку све. (Сенека)

## Поријекло изреке
Ову изреку је изрекао почетком нове ере познати римски књижевник и филозоф Сенека.

## Тумачење
Сиротиња нема ништа. Тврдица и поред тога што има много материјалног богатства, штедећи и на себи, тј. не трошећи, живи као да нема ништа, тј. као сиротиња. Зато је његова сиротиња највећа.